# Viliam Karmažin
Viliam Karmažin (23. září 1922 Leopoldov, Slovensko - 10. dubna 2018 Sereď, Slovensko) byl slovenský hudební skladatel. Byl nejdéle aktivně působícím dirigentem na světě.

## Život
Viliam Karmažin se narodil 23. září 1922 v Leopoldově v tamní věznici. Jeho otec byl dozorcem. Pocházel ze šesti dětí.
Od dětství projevoval hudební nadání. Hudbu studoval soukromě u J. Fischera. Dirigovat začal již jako čtrnáctiletý v Leopoldově na měšťanské škole. V roce 1939 se rodina přestěhovala do Seredě. Viliam absolvoval 3 dirigentské kurzy v Bratislavě a složil státní zkoušky ze hry na varhany a z hudební teorie. Od roku 1942 diriguje v Seredi pěvecký sbor Zvon. Vystudoval Pedagogickou fakultu Univerzity Komenského v Bratislavě. Učil matematiku a hudební výchovu na různých školách. Má i sedm semestrů Technické univerzity, studium však nedokončil.
Ve svých 91 letech byl zapsán do Guinnessovy knihy rekordů jako jediný člověk na světe, který byl dirigentem nepřetržitě 76 let.
V roce 2014 byl vyznamenán Zlatou plaketou Ministerstva zahraničních věcí a evropských záležitostí Slovenské republiky za šíření dobrého jména Slovenska a za prezentaci vysoké kvality slovenské kultury v zahraničí.
Zemřel dne 10. 4. 2018 nečekaně ve věku 95 let.

## Dílo
Komponoval komorní skladby, sbíral a upravoval lidové písně pro dětský a smíšený sbor. Z jeho skladeb:
- Romance a-moll pro housle a klavír (1943)
- Chansone de souvenir pro violoncello a klavír (1953)
- Nokturno As-dur (klavírní trio, 1948)
- Tu es Petrus (smíšený sbor a varhany, 1947)